# Zbigniew Zaremba
Zbigniew Zaremba (ur. 3 lutego 1926 w Libuszy, zm. 11 stycznia 2009 w Rzeszowie) – polski aktor.

## Życiorys

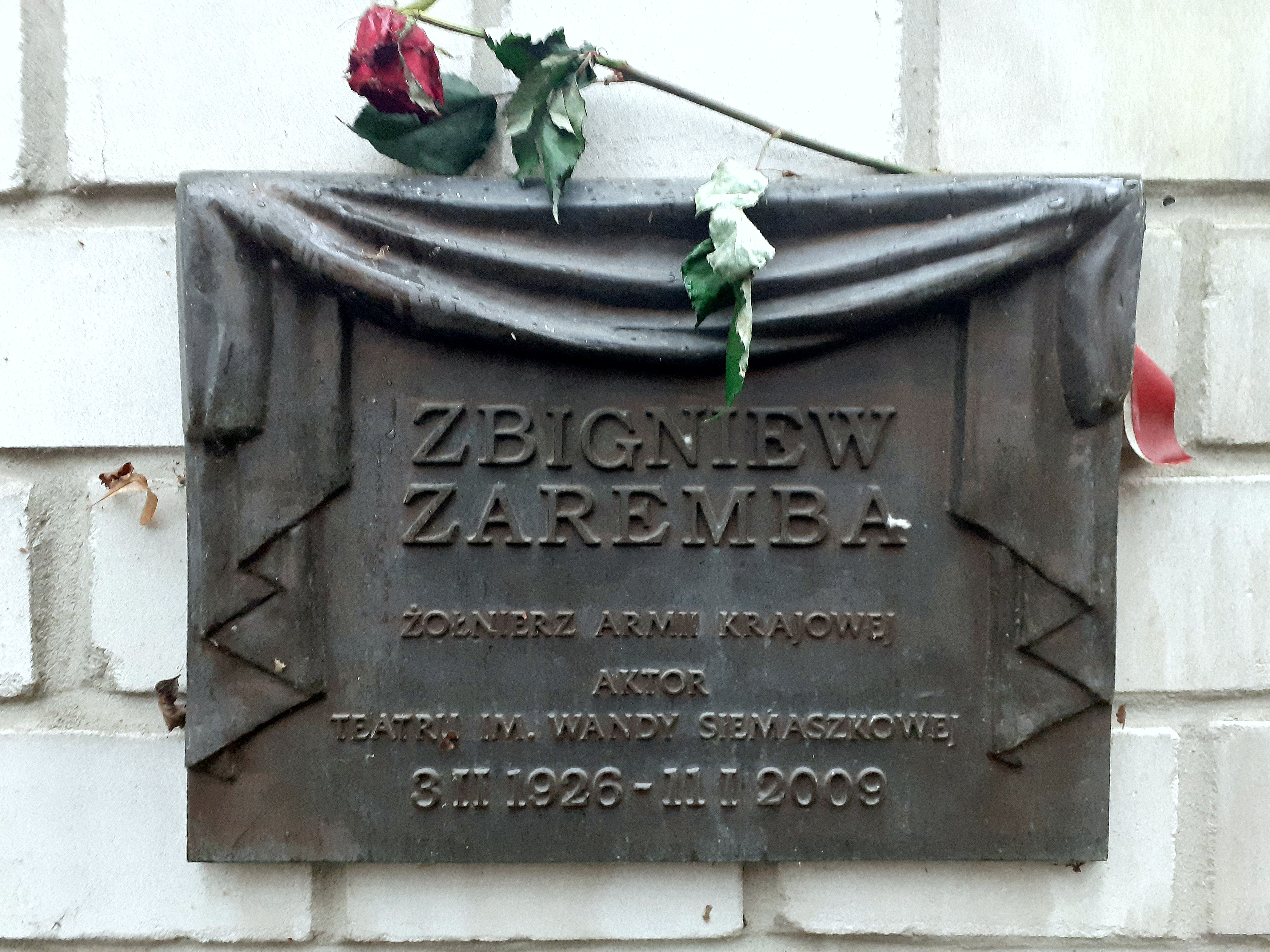
Tablica upamiętniająca Zbigniewa Zarembę na Starym Cmentarzu w Rzeszowie

Od 1962 związany był z Teatrem im. Wandy Siemaszkowej w Rzeszowie, po przejściu na emeryturę w 1991, dalej występował, ostatni raz pojawiając się na scenie w 2002. Był autorem kilkudziesięciu kreacji scenicznych. Poza występami w teatrze pojawił się także filmach: „Przeklęte oko proroka” w reż. Pawła Komorowskiego z 1984,  i „Kino objazdowe” w reż. Stanisława Jędryki z 1986. W 1979 został wyróżniony tytułem Zasłużonego dla Województwa Rzeszowskiego.
Odznaczony Krzyżem Kawalerskim Orderu Odrodzenia Polski.
Został pochowany na cmentarzu Wilkowyja w Rzeszowie.
Ojciec aktorki Beaty Zarembianki.